# Grattery
Grattery és un municipi francès situat al departament de l'Alt Saona i a la regió de Borgonya - Franc Comtat. L'any 2007 tenia 190 habitants.

## Demografia

### Població
El 2007 la població de fet de Grattery era de 190 persones. Hi havia 76 famílies, de les quals 12 eren unipersonals (8 homes vivint sols i 4 dones vivint soles), 36 parelles sense fills i 28 parelles amb fills.
La població ha evolucionat segons el següent gràfic:
Habitants censats

### Habitatges
El 2007 hi havia 87 habitatges, 73 eren l'habitatge principal de la família, 11 eren segones residències i 2 estaven desocupats. 82 eren cases i 5 eren apartaments. Dels 73 habitatges principals, 66 estaven ocupats pels seus propietaris, 5 estaven llogats i ocupats pels llogaters i 2 estaven cedits a títol gratuït; 1 tenia dues cambres, 8 en tenien tres, 9 en tenien quatre i 55 en tenien cinc o més. 65 habitatges disposaven pel capbaix d'una plaça de pàrquing. A 21 habitatges hi havia un automòbil i a 46 n'hi havia dos o més.

### Piràmide de població
La piràmide de població per edats i sexe el 2009 era:
| Homes | Edats   | Dones |
| ----- | ------- | ----- |
| 0     | 95 o +  | 0     |
| 0     | 90 a 94 | 4     |
| 0     | 85 a 89 | 8     |
| 0     | 80 a 84 | 4     |
| 8     | 75 a 79 | 12    |
| 4     | 70 a 74 | 0     |
| 4     | 65 a 69 | 4     |
| 4     | 60 a 64 | 4     |
| 0     | 55 a 59 | 4     |
| 8     | 50 a 54 | 4     |
| 0     | 45 a 49 | 0     |
| 12    | 40 a 44 | 8     |
| 8     | 35 a 39 | 8     |
| 0     | 30 a 34 | 4     |
| 4     | 25 a 29 | 0     |
| 4     | 20 a 24 | 0     |
| 8     | 15 a 19 | 8     |
| 12    | 10 a 14 | 8     |
| 16    | 5 a 9   | 4     |
| 0     | 0 a 4   | 0     |

## Economia
El 2007 la població en edat de treballar era de 119 persones, 89 eren actives i 30 eren inactives. De les 89 persones actives 87 estaven ocupades (44 homes i 43 dones) i 2 estaven aturades (1 home i 1 dona). De les 30 persones inactives 16 estaven jubilades, 8 estaven estudiant i 6 estaven classificades com a «altres inactius».

### Ingressos
El 2009 a Grattery hi havia 72 unitats fiscals que integraven 193 persones, la mediana anual d'ingressos fiscals per persona era de 20.937 €.

### Activitats econòmiques
Dels 4 establiments que hi havia el 2007, 1 era d'una empresa d'hostatgeria i restauració, 1 d'una empresa financera, 1 d'una empresa de serveis i 1 d'una empresa classificada com a «altres activitats de serveis».
L'únic servei als particulars que hi havia el 2009 era una perruqueria.

## Poblacions més properes
El següent diagrama mostra les poblacions més properes.